# Origine della Via Lattea (Tintoretto)
L'origine della Via Lattea è un dipinto a olio su tela (148x165 cm) realizzato tra il 1575 ed il 1580 dal pittore italiano Tintoretto. È conservato nella National Gallery di Londra.

## Storia e descrizione
Il dipinto, commissionato dall'imperatore Rodolfo II, ritrae la nascita della Via Lattea secondo la mitologia greca.
Il mito narra che Zeus, approfittando del sonno della moglie Era, attaccò al seno il figlio Eracle, avuto con la mortale Alcmena, perché solo succhiando dal petto della madre degli dei, il semidio avrebbe potuto ottenere l'immortalità.
Il piccolo agguantò un seno della dea con troppa forza e la svegliò, facendo schizzare parte del latte verso il cielo, creando così la Via Lattea, mentre le gocce cadute a terra diedero origine a gigli. Il dipinto è infatti incompleto, dato che la parte inferiore della tela fu asportata in data imprecisata.
Oltre ai protagonisti si nota la presenza di alcuni amorini e dei due simboli animali dei coniugi divini, l'aquila con il fulmine, simbolo di Zeus, e due pavoni, l'uccello sacro ad Era.